# Spalangiolaelaps argenticoxa
Spalangiolaelaps argenticoxa är en stekelart som beskrevs av Girault 1916. Spalangiolaelaps argenticoxa ingår i släktet Spalangiolaelaps och familjen puppglanssteklar. Inga underarter finns listade i Catalogue of Life.